# Zdravko Kuzmanović
Zdravko Kuzmanović (em sérvio, Здравко Кузмановић - Thun, 22 de setembro de 1987) é um ex-futebolista sérvio nascido na Suíça que atuava como meia.